# حمية النظائر الثقيلة

الصيغ الكيميائية من إيثيل اللينولات - الطبيعية ونسخته ثنائي الديوتيريوم 11,11-D2-إيثيل اللينولات (RT001). ذرات الهيدروجين تظهر بوضوح حيث يتم استبدالها بذرات الديوتيريوم.

حمية النظائر الثقيلة هي حمية تحتوي على مغذيات تستبدل فيها بعض الذرات بنظائرها الأثقل غير المشعة ، مثل: الديوتيريوم أو الكربون الثقيل. الجزيئات الحيوية التي تحتوي على نظائر أثقل تؤدي إلى تكوين هياكل جزيئية أكثر استقرارًا، والتي يُفترض أنها تزيد المقاومة للضرر المرتبط بالشيخوخة أو الأمراض.
تسمى الأدوية التي تحتوي على بعض ذرات الهيدروجين التي يتم استبدالها بالديوتيريوم بالأدوية المزالة أو المنزوعة، بينما يمكن استخدام المواد التي تشكل المغذيات الأساسية كعناصر غذائية، مما يجعل هذا الطعام «نظيريًا». تصبح هذه العناصر الغذائية عند تناولها مع الطعام ، مادة لبناء الجسم. وهذه الأمثلة هي أحماض دهنية متعددة غير مشبعة، الأحماض الأمينية الضرورية، وقواعد الحمض النووي مثل السايتوسين،  أو الماء الثقيل والجلوكوز.

## الآلية المقترحة
أحد أكثر أنواع الاجهاد التأكسدي ضرراً والتي لا يمكن إصلاحها والتي تسببها مركبات الأكسجين التفاعلية على الجزيئات الحيوية والتي تضم انقسام رابطة الكربون والهيدروجين (تجريد الهيدروجين). ومن المثير للاهتمام أن الجزيئات الحيوية الأكثر ضررًا من هذا النوع من الضرر تنتمي إلى مجموعة المغذيات الأساسية (10 من 20 حمضًا أمينيًا؛ النيوكليوسيدات في ظروف معينة (أساسية بشروط)؛ جميع الأحماض الدهنية المتعددة غير المشبعة). من الناحية النظرية، فإن استبدال الهيدروجين بالديوتيريوم «يعزز» الرابطة بسبب تأثير النظائر الحركية، وستكون هذه الجزيئات الحيوية المعززة التي يلتقطها الجسم أكثر مقاومة لمركبات الأكسجين التفاعلية.

## أحماض أوميغا-6 الدهنية بالديوتيريوم للبشر المصابين بأمراض تنكسية
وكانت شركة ريتروتوب رائدة في تطوير مصدر للأحماض الدهنية أوميجا - 6 المستخرج من إستر إيثيل حمض اللينوليك ثنائي الديوتيريوم (RT001) كمضافات غذائية لعلاج الأمراض التنكسية العصبية مثل رنح فريدريخ وحثل المحوار العصبي الطفلي. منحتها إدارة الغذاء والدواء (FDA) تصنيفًا للأدوية اليتيمة واجتازت المرحلة الأولى/الثانية من التجارب السريرية (اعتبارًا من 2018).

## روابط خارجية
- هل ترغب في تناول الطعام المفيد الذي يطيل حياتك؟.
- مقال أمريكي علمي عن محتوى C13 في الوجبات السريعة الأمريكية.